# Wappen der Gemeinde Oberperl
Das Wappen der Gemeinde Oberperl war von 1957 bis zur Auflösung der Gemeinde am 1. Januar 1974 das offizielle Hoheitszeichen der Gemeinde. Das Wappen zeigt laut seiner offiziellen Blasonierung auf blauem Grund drei goldene Birnen.

## Geschichte
Die Gemeinde griff bei der Gestaltung der Wappen auf das Wappen des örtlichen Pastors Matthias Biringer zurück, der ab 1680 Pfarrer an der Gervasiuskirche in Perl war. Damit würdigte sie dessen Schaffen beim Wiederaufbau der Dörfer Perl, Oberperl und Sehndorf nach der Zerstörung im Dreißigjährigen Krieg.
Die Genehmigung zur Führung des Wappens erteilte das Saarländische Innenministerium mit Beschluss vom 5. Juli 1957. Ebenso wurde in dem Beschluss der Gemeinde das Recht verliehen, die Farben Blau-Gelb als Gemeindefarben zu führen.
Durch die Eingemeindung von Oberperl nach Perl zum 1. Januar 1974 verlor das Wappen seine amtliche Gültigkeit.